# 格雷默斯多夫-布赫霍尔茨
格雷梅尔斯多夫-布霍尔茨是德国梅克伦堡-前波莫瑞州的一个市镇。总面积50.04平方公里，总人口710人，其中男性380人，女性330人（2011年12月31日），人口密度14人/平方公里。